# تپه قیه قاباغی
تپه قیه قاباغی مربوط به عصر آهن ۳ و۲ است و در شهرستان گرمی، بخش موران، دهستان آزادلو، روستای سلاله واقع شده و این اثر در تاریخ ۱۲ دی ۱۳۸۶ با شمارهٔ ثبت ۲۰۳۸۸ به‌عنوان یکی از آثار ملی ایران به ثبت رسیده است.